# Columna de Pompeu
La Columna de Pompeu  està situada al parc arqueològic de la ciutat d'Alexandria (Egipte), en el lloc on es trobava en l'antiguitat el temple del Serapeu. És una columna feta de granit vermell d'Assuan, i és la major d'aquest tipus construïda fora de les capitals imperials de Roma i Constantinoble.
Les mesures del seu eix són 20,46 m d'alçada, amb un diàmetre de 2,71 m en la seva base. El pes de la peça de granit vermell d'Assuan s'estima en 285 tones. Incloent la seva base i la seva capitell, la columna arriba als 26,85 m d'alçada. Altres autors indiquen unes dimensions lleugerament diferents

## Origen
El nom donat a la columna es deu al fet que els croats van creure que assenyalava el lloc on havia estat enterrat Pompeu, assassinat l'any 48 aC pel germà i espòs de la cèlebre Cleòpatra, Ptolemeu XIII, qui va presentar el cap de Pompeu a Cèsar com un gran triomf.
Una altra tradició vol que aquesta columna sigui l'única supervivent de les 400 d'un pòrtic de la biblioteca d'Alexandria.
També s'ha suposat que va ser erigida en honor de l'emperador Dioclecià (245-313), per celebrar la seva gran victòria en l'any 296 sobre el general Aquileu, que un any abans s'havia proclamat emperador d'Egipte. Tal teoria es fonamenta en una inscripció que es troba en la seva base:
 Es va erigir aquest monument per a l'emperador just, déu d'Alexandria, Dioclecià 
 i l'invencible "Pòstum" governador d'Egipte 
No obstant això, els investigadors del segle xix van demostrar que el fust és en realitat el de la columna de Serapis, que procedeix de les ruïnes del Serapeum d'Alexandria, destruït al 391, molt després del regnat de Dioclecià. La columna té un basament fet amb fragments que procedeixen d'altres monuments: s'aprecien restes de jeroglífics amb els noms de Seti I i d'un faraó de la dinastia saíta. Aquesta barreja d'elements reutilitzats explicaria la inscripció diocleciana, que procediria també d'un altre monument.
Botti, situa l'erecció de l'actual columna al voltant del regnat de l'emperador Arcadi (395-408).